# باقر کلهر
باقر کلهر، اسکی‌باز اهل ایران است که در المپیک زمستانی ۲۰۰۲ که در سالت لیک سیتی ایالات متحده آمریکا برگزار می‌شد، در رشته مارپیچ کوچک شرکت نمود و به خط پایان نرسید.